# 18-as busz (Miskolc)
A miskolci 18-as buszjárat a Tiszai pályaudvar és a Húskombinát kapcsolatát biztosította. A vonalon csuklós és szóló buszok is közlekedtek.

## Története
1988. június 1-jétől volt jelen, kezdetben a Repülőtér és a DIGÉP között közlekedett, de 2007. január 1-jétől megszűnéséig a Tiszai pályaudvar és a Hűtőház között járt.
A két állomás közti távot 8 perc alatt tette meg. 2009. júniusától egyes megállók neve elavulásuk miatt megváltozott. 2011. június 16-tól megszűnt.

## Útvonala
| Tiszai pályaudvar – Hűtőház                               | Hűtőház - Tiszai pályaudvar                               |
| --------------------------------------------------------- | --------------------------------------------------------- |
| - Tiszai pályaudvar - Szinva utca - Fonoda utca - Hűtőház | - Hűtőház - Fonoda utca - Szinva utca - Tiszai pályaudvar |

## Megállóhelyei
| Perc | Megállóhely         | Perc | Átszállási lehetőségek megszűnésekor |
| ---- | ------------------- | ---- | ------------------------------------ |
| 0    | Tiszai pályaudvar   | 8    | 1, 2 1, 1A, 8, 31 Miskolc-Tiszai     |
| 1    | VOLÁN               | 7    |                                      |
| 3    | Szinva utca         | 5    |                                      |
| 5    | Vízügyi Igazgatóság | 3    |                                      |
| 6    | Keleti Iparterület  | 2    |                                      |
| 8    | Hűtőház             | 0    |                                      |